# Pschent

Pschent

Pschent (klassisk grekiska: ψχεντ) var namnet på Egyptens Dubbelkrona. De gamla egyptierna kallade den sekhemti sḫm.tỉ (de mäktiga två). Den kombinerade Nedre Egyptens Röda krona med Övre Egyptens Vita krona.
Dubbelkronan representerade faraos makt över hela det enade Egypten. Den var smyckad med två djuremblem: ett kobrahuvud, som kallades uraeus, redo att bita, som symboliserade Nedre Egyptens skyddsgudinna Wadjet och ett gamhuvud, som symboliserade Övre Egyptens skyddsgudinna Nekhebet. Dessa var fästa fram på kronan och kallades de "två härskarinnorna". I senare tider byttes ibland gamhuvudet ut mot ett andra kobrahuvud.
Uppfinningen av dubbelkronan är normalt tillskriven Menes, men den första faraonen som bar dubbelkronan var nog Wadj: en steninskription visar hans Horus med den.
Precis som med den vita och den röda kronan har ingen dubbelkrona bevarats till våra dagar.